# Transakční analýza
Transakční analýza (TA) je integrativní (sjednocující) psychologický přístup a směr psychoterapie, vycházející z psychodynamického, kognitivně-behaviorálního a humanistického přístupu. Zabývá se především mezilidskou komunikací.

## Historie vzniku
Transakční analýzu vytvořil americký psycholog Eric Berne (1910–1970), v šedesátých letech 20. století na základě Freudova psychodynamického přístupu, poznatků Erika Eriksona a humanistické psychologie Carla Rogerse, původně jako techniku skupinové psychoterapie. Na rozdíl od psychoanalýzy, kterou měl původně praktikovat, se však zabýval především interakcí mezi lidmi a tím, jak pomoci jejich pozitivnímu růstu. K vytvoření TA Berneho dovedl neutěšený stav tehdejší psychologie, jež nedokázala poskytnout potřebnou šíři péče a která se svou těžko pochopitelnou terminologií vzdálila od užití v každodenním životě. Výsledky své práce Berne sepsal v popularizačních knihách Jak si lidé hrají (1964) a Co řeknete, až pozdravíte. V pozdějších letech na Berneho práci navázal jeho dlouholetý přítel Thomas A. Harris (1910–1995) knihou Já jsem OK, ty jsi OK. Ten dále rozpracoval OK postoje, kontaminaci, vyloučení a poznatky z práce Wildera Panfielda o paměťových procesech. Harris se velkou měrou postaral o zpopularizování Transakční analýzy v USA a jinde ve světě.

## Princip a základní pojmy
Transakční analýza (TA) je komplexní psychologickou teorií, vysvětlující všechny prvky psychiky. Disponuje vlastní, jasně danou terminologií, která by měla být všem dobře pochopitelná a nezaměnitelná. Dále pak propracovanou teorií osobnosti a životního scénáře, ze kterých se rozvíjí rozlišení tří základních komunikačních a osobnostních rovin (ego-stavů): Rodič, Dospělý a Dítě. Ty v literatuře (a tedy i zde), vždy začínají velkým písmenem a patří mezi základní pojmy Transakční analýzy. Jsou inspirovány Freudovým pojetím osobnosti a dále dělí ego složku osobnosti. Utvářejí se v raných fázích života jedince a ovlivňují celý jeho zbytek. V každém jedinci jsou tyto tři typy v nějakém poměru zkombinovány a záleží na tom, který převládá. Transakční analýza se zabývá rozborem komunikace (transakcemi) mezi jednotlivými osobami a vnitřní dynamikou intelektuální a emocionální složky osobnosti, nacházejících se v jednom z výše uvedených ego-stavů. Poznatky TA se využívají v individuální, párové i skupinové terapii.

### Motivace
Motivace k činům a prožívání je v TA vysvětlována pomocí metafory tří hladů:
- Hlad po struktuře – projevuje se v potřebě strukturalizace času (viz Jak využíváme čas) a životního prostoru. Co nejvyšší míra strukturalizace nás má ochránit před strachem z neznámého (osudu, prostředí).
- Hlad po pozici – je tendence zůstávat ve stejných, zajetých životních (pracovních, sociálních) pozicích a to i když jsou nepohodlné a neproduktivní (viz OK stavy). Pozice mohou být určeny zvnitřněnými životními scénáři a posíleny sociálním okolím, které očekává reakce určitého typu. Pokud se tedy ve svém chování příliš vymkneme tomu, na co jsou ostatní zvyklí, můžeme se setkat s odmítavými reakcemi.
- Hlad po podnětech – se projevuje vyhledáváním pohlazení toho typu, jež jsou pro nás uspokojující. Naléhavý nedostatek podnětů (senzorické deprivace) může jedince přivést až k halucinacím.

### Scénáře
Scénářem je v Transakční analýze životní plán, vytvořený v raném dětství na základě vnitřních prožitků a konfrontace s vnější realitou. Z nevědomé roviny Rodiče a Dítěte, ovlivňuje celoživotně každodenní rozhodnutí. Pokud je člověk pod úplnou kontrolou scénáře, zůstává ve své roli, nedokáže se projevovat spontánně a tvořivě. TA popisuje několik klasických scénářů, jako například: oběť, zachránce, pronásledovatel. Do těch nás mohou dotlačit vnější vlivy sociálního prostředí, svým očekáváním a vlastní tendence, vyhledávat situace potvrzující správnost naší role. Životní scénář či role může být reprezentována frází (scénářovým slovem), či postojem, který byl člověku vštěpován v dětství jako dogma. Například: nikomu se nedá věřit, všichni tě oškubou za živa, musíš být silný, nesmíš se mračit, lidé jsou v jádru dobří a podobně.

### Pohlazení
Transakční analýza zavádí pojem takzvaných pohlazení (nebo též hlazení). Jde o jednotku potřeby sociální interakce a prostředek k uspokojení hladu po podnětech. Sociálními podněty, které hlazení představuje může být například podání ruky, pozdrav, či rozvinutější konverzace. Hlazení každý jedinec potřebuje ke spokojenému životu. Člověk dokonce dokáže spíše vést spokojený život v nevyhovujícím životním prostředí, než bez podnětů od sociálního prostředí. Pozitivní nepodmíněná pohlazení podporují sebeúctu a sebepojetí člověka. Lze na ně nahlížet jako na určující prvek lidské komunikace, jež se pak stává prostředkem vyhledávání, přijímání a rozdávání, těchto pohlazení. To je místo, kde se TA setkává s humanistickou psychologií. Rozlišuje se několik druhů hlazení:
- kladné – pozitivní podněty typu úsměvu, pozdravu, pochvaly
- záporné – negativní verbální a neverbální podněty
- nepodmíněné – fráze typu: „Mám tě rád (jaký jsi).“ nebo záporné „Nestojíš za nic.“
- podmíněné – fráze typu: „Mám tě rád, když (splníš mou podmínku) jsi poslušný.“ nebo záporné „Pokud nejsi poslušný, nestojíš za nic.“

### Cíl Transakční analýzy
Cílem Transakční analýzy je zdravý pozitivní rozvoj osobnosti. V řeči TA by měl mít člověk emancipovaného Dospělého a Dítě schopné přirozených projevů, beze strachu z Rodičovského trestu. Měl by převažovat já jsem OK, ty jsi OK postoj. Vyspělá osobnost by dále měla být schopna:
- spontánního, přirozeného, autonomního chování a navazování důvěrných vztahů
- jasné nemanipulativní komunikace bez zažitých vzorců her (viz níže).
- plně prožít přítomnou chvíli tady a teď
- vyjádřit srozumitelně vlastní pocity

## Charakteristika osobnostních rovin (ego-stavů)
Základní kameny TA stojí na metaforickém rozdělení osobnosti do tří ego-stavů. Ve výsledku pracují jako celek, ovšem pro praxi TA je třeba je rozlišit. Každý z ego-stavů má svou specifickou funkci, která se v určitých životních situacích může zapojit do jednání. Vše je v pořádku, pokud jsou tyto projevy zpracovány Dospělým.

### Rodič
Rovina Rodiče se skládá z komunikace a chování rodičů, přímo a nekriticky zaznamenaných dítětem do pěti let věku (pak začne fungovat Dospělý). Jedná se tak o vštípené pojetí života. Obsahuje základní normy (zákazy, příkazy), postupy (jak se co dělá), sociální pravidla, a scénářová slova z mládí a výchovy. Tyto informace je možné kdykoliv v průběhu života vyvolat a to i tehdy, jsou-li kvůli povaze vytěsněny do nevědomí. Rovina Rodiče je hodnotící, kritická, normativní, určuje co je dobré, co špatné. Podle toho, nakolik se v hodnocení projevují emoce, dělí se tento typ na dva podtypy: kritický Rodič (méně emotivní) a pečující (více emotivní).
- Neverbální znaky: zamračený, přísný výraz, zhrozený pohled, sevřené rty, potřásání hlavou, vzdychání, mlaskání, vztyčený ukazováček, lomení rukama, ruce v bok, hlazení druhého po hlavě, nabádavá, ochranitelská gesta (pečujícího Rodiče).
- Verbální znaky: fráze typu „Zapiš si za uši...“; „Kolikrát ti to mám říkat?“; „Měl bys...“; „Na tvém místě bych...“. Hojné využívání slov jako: zase, opět, nikdy, někdy, vždycky, laskavě, konečně.

### Dospělý
Dospělý ego-stav se začíná vytvářet kolem 10. měsíce věku v době, kdy se dítě naučí pohybovat samostatně. Z poznání autonomie a možnosti rozhodování o vlastním směru postupně u dítěte vyroste schopnost sběru a zpracování dat z okolní reality. Dále se rozvine učení, kritické myšlení, sebedůvěra, schopnost pracovat na procesu sebeaktualizace a revidování dat z Rodiče, Dítěte a okolní reality. Dospělý by měl také disponovat schopností odhadu následků na základě posbíraných informací. Výslednou hodnotou Dospělého, by mělo být co nejpřesnější vědomí o skutečném životě, na základě kterého se člověk dokáže v různých situacích rozhodnout správně. V komunikaci se Dospělý projevuje informativním způsobem transakcí, tedy sdělováním faktů. Jeho povahou je věcnost. Není hodnotící jako Rodič a není emotivní jako Dítě. Tento typ je vhodný pro velkou většinu každodenní komunikace, protože věcnost je dosti cenný přístup. Není samozřejmě univerzální a žádoucí ve všech situacích.
- Neverbální znaky: zrcadlení (empatie), uměřená gesta, klidná mimika, ale v neustálém pohybu (mrkání), projevy nadšeného a zvědavého Dítěte.
- Verbální znaky: slova jako, proč, jaký, kde, kdo, kdy, jak, kolik, jakým způsobem, srovnatelný, pravda, lež, pravděpodobný, možný, neznámý, objektivní, myslím, aha, teoreticky vzato, za předpokladu, že… Obraty signalizující vědomí o neurčitosti daného tvrzení.

### Dítě
Dítě vzniká po stejnou dobu jako Rodič, tedy před pátým rokem věku. Na rozdíl od něj se ale skládá z nahrávek vnitřních reakcí (emocí) na vnější podněty a vlastní dětské chování. Osoba, nacházející se v tomto ego-stavu, se tak navrací k dřívějším vzorcům chování (regrese). Hlavní vlastností Dítěte je emotivnost, vždy a ve všem. Jeho komunikace je především sdělování, vyjadřování a zrcadlení emocí. Tento ego-stav se dělí na dva podtypy: neadaptované (přirozené) Dítě, které je tvořivé, nenucené, spontánní a aktivní. Adaptované Dítě se naproti tomu snaží svou citovost vměstnat do společenských požadavků, omezit ji tak, jak by si to přál jeho Rodič. Nicméně i tento typ je velmi emotivní.
- Neverbální znaky mají u Dítěte větší prostor, protože prvotní reakce na svět byly neverbální. Jde tedy například o: slzy, třesoucí se ret, křivení úst, hněvivé výbuchy, koulení očima, krčení rameny, sklopené oči, provokování, radost, smích, hlášení se o slovo, okusování nehtů, kroucení se apod.
- Verbální znaky: kňouravý hlas, žvatlání, slova jako chci, nebudu, udělám, nevadí, myslím, až vyrostu, větší, největší, já chci, když já…

## OK stavy
| 1. Nejsem OK, jsi OK malé sebevědomí a sebedůvěra, pesimismus, smutek, deprese, sebeobviňování |
| 2. Nejsem OK, nejsi OK schizofrenie, beznaděj, psychózy, zoufalství, deprese                   |
| 3. Jsem OK, nejsi OK paranoia, zlost, vzdor, nenávist, bezcitnost                              |
| 4. Jsem OK, jsi OK radost, hravost, úsilí, odhodlání, sebedůvěra                               |

Eric Berne zavedl a Thomas A. Harris dále rozvedl takzvané OK postoje ve své knize "Já jsem OK, ty jsi OK" vydané v roce 1967. Ty představují víru v přítomnost či nepřítomnost široké škály pozitivních lidských vlastností u sebe a u ostatních. Mezi tyto vlastnosti patří: víra ve vlastní schopnosti, samostatné, kritické myšlení, přesné vnímání okolní reality a podobně. Rozlišují se 4 kombinace OK postojů. Z pozorování bylo zjištěno, že se člověk alespoň přechodně zabydlí v každém stavu (od 1 po 4). Transakční analýza připouští, že se můžeme nacházet i v několika stavech najednou v závislosti na prostředí a kontextu. Následuje podrobnější popis, jednotlivých OK stavů.

### Nejsem OK, jsi OK
Do dvou let věku, podle Harrise získá většina dětí přesvědčení o tomto OK postoji. Jde o přirozený proces, které si malé dítě ještě neuvědomuje, takže je nijak traumaticky neprožívá. Je logickým vyústěním života ve společnosti vlastních milujících rodičů. Ti mají v raném věku nad dítětem 100% kontrolu a de facto na nich závisí jeho život. Odměňují ho pohlazeními, které zatím samo nedokáže rozdávat. V tomto stavu nemá dítě příležitost k vytvoření dostatečné sebedůvěry a sebevědomí. Má tedy sklony k sebeobviňování, smutku až depresím. Předpokládá, že nejdůležitější věcí je uspokojování potřeb druhých. V každé kritice vidí ujištění o vlastním, nejsem OK stavu. Kolem 5. roku věku se postoj v ideálním případě mění na já jsem OK, ty jsi OK.

### Nejsem OK, nejsi OK
O tomto postoji může začít být dítě přesvědčeno, pokud kolem druhého roku věku (v době kdy, se začíná samostatně pohybovat) ustanou rodičovská pohlazení. Souběžně s přibývajícími schopnostmi dítěte tohoto věku přirozeně přibývá i kárání a zákazů. Pokud se překročí určitá mez, dítě získá k sobě i k ostatním postoj nejsem OK, nejsi OK. Běžným únikem z něj je hraní her. V tomto stavu se dítě může zabydlet kvůli zmatku a nejednoznačnosti ve výchově. Ta totiž dítěti nedává šanci najít smysl a pravidla pro získání pohlazení. Pokud rodiče neodměňují dítě podle chování, ale například podle vlastní nestálé nálady, získá dítě silný pocit nejistoty a zmatku. Lidé v tomto OK stavu ztratili nejen důvěru v sebe, ale i důvěru v ostatní. Jejich ztráta chuti do života může v krajních případech skončit až sebevraždou.

### Jsem OK, nejsi OK
Pokud se rodiče chovají k dítěti opravdu bezcitně, tvrdě a nelítostně, dítě v sobě postupně nastřádává zlost a zaujme postoj nejsi OK. Nenávist k rodičům se postupně přenese i na ostatní lidi, na kterých mu nezáleží. Trýzeň, kterou dítě projde, ho naučí velké samostatnosti, je nuceno postarat se o sebe, a to především v případě, že je týráno. Proces zotavování může také napomoci celkovému jsem OK postoji. Lidé s jsem OK, nejsi OK postojem trpí poruchou osobnosti, kdy všechnu vinu svalují na své sociální okolí. V extrémních případech se mohou chovat až násilnicky, což je vyústěním nastřádané nenávisti. Mstí se tak okolí za období, kdy byli bezmocní.

### Jsem OK, jsi OK
Tento postoj je na rozdíl od předešlých založen na myšlence a odvaze k činům. Jde o vědomou pozici o vědomé rozhodnutí, které dává nejlepší předpoklady pro získání přesných poznatků o životě. Rodiče mohou k tomuto postoji dítěti dopomoci tím, že ho budou podporovat a vystavovat situacím, ve kterých má možnost dokázat si vlastní cenu. Tak roste jeho sebedůvěra a odpovědnost. Tento OK postoj má ve výsledku pod kontrolou Dětské a Rodičovské nahrávky u kterých je schopen rozhodnout, jaké informace z nich jsou pravdivé a užitečné. V případě velkých rozporů může Rodiče nebo Dítě zcela vypnout. Jsem OK, jsi OK je podobný pojmu emancipovaný Dospělý, mezi jehož schopnosti patří důvěra, pozitivní očekávání, láska, poskytování nepodmíněných kladných pohlazení a srdečnost.

## Transakce (komunikace)
Transakcí se míní základní jednotka komunikace. Jde o podnět a následnou reakci na něj druhou osobou. Tato reakce se opět stává podnětem pro nás. Analýza transakcí se provádí s přihlédnutím na rovinu, ze které vycházejí a na rovinu, které jsou směřovány. Provádí se pomocí empatie a recipatie (zpětného pociťování). Komunikace může probíhat několika způsoby:

### Doplňkové transakce

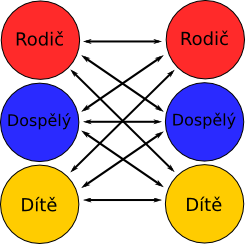
Všechny doplňkové transakce

Podnět a reakce na něj směřují u doplňkových transakcí ke stejnému zdroji. Jedná se o nejzdravější typ transakcí (pokud nepostrádají prvek spontánnosti), kdy je komunikace vedena jasně bez vedlejších úmyslů, nebo náznaků manipulace. Taková komunikace může probíhat hladce tak dlouho, dokud budou její transakce doplňkové.
- Rodič-Rodič: v tomto případě se jedná o klasické mentorování a vyměňování názorů a hodnot. Může nadále pokračovat i bez vnímání podnětů z okolní reality.
Příklad transakcí Rodič-Rodič ze hry To je hrozné viďte:
A: (Dívá se na hodinky, natáhla je, něco si zamumlala, zpozorovala, že ji sousedka vnímá, unaveně vzdychla.)
B: (Vzdychla, neklidně se zavrtěla, podívala se na své hodinky.)
A: Vypadá to, že budeme mít zase zpoždění.
B: Na to se dá spolehnout.
A: Už jste někdy zažila, aby autobus přijel včas?
B: Nikdy!
A: Já jsem to ráno Herbertovi říkala – dneska už člověk nedostane služby, jaké bývaly kdysi.
B: Máte úplnou pravdu. Taková už je doba.
A: A za to platíme. Na to se můžete spolehnout![3]

- Rodič-Dítě: je běžnou transakcí v rodině či v nemocnici. Zde lékař (Rodič) mluví s pacientem (Dítě) z pozice pečující a starostlivé osoby. Například, Pacient: „Všechno mě z toho ležení bolí, už nevím na který bok se obrátit.“ Sestra: „Jste jediný, kdo si stěžuje, ale hned jak vyřídím ostatní, vám pomůžu se lépe uvelebit. Zatím se pořád nevrťte, to to bude jenom horší.“

- Dospělý-Dospělý: zde se jedná o věcnou a bezproblémovou výměnu informací, jejich vyhodnocování, řešení problémů. Způsobem jak udržet vlastní komunikaci v Dospělém ego-stavu je být citlivý na reakce vlastního Dítěte a Rodiče. Můžeme například na chvíli pozdržet vlastní reakce a ptát se, kdo reaguje? Je to Dospělý? Dále je užitečné utříbit si vlastní hodnoty a životní filosofii. Rozhodování má pak z čeho vycházet.

- Dítě-Dítě: zde se jedná o vzájemné sdílení a sdělování emocí.

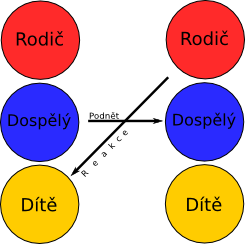
Příklad křížové transakce

### Křížové transakce
Jedná se o komunikaci, kdy je oslovena jedna rovina a odpověď přijde z druhé. To se může stát tehdy, když otázka směřuje například od Dospělého k Dospělému, tzn. je informačního, věcného charakteru a druhý na ni reaguje citově, afektovaně, reaguje jako Dítě. Například: „Nevíš prosím, kde jsou klíče, nemůžu je najít.“ „Kam sis je dal tam je máš, nemůžu za tebou pořád chodit a starat se o tvé věci.“ Výsledkem křížové transakce bývá ukončení hovoru, nebo naopak nepřiměřeně silná reakce.

### Dvojvazebné transakce

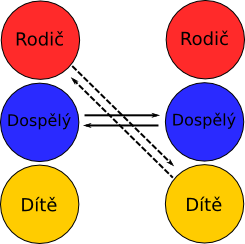
Příklad dvojvazebné transakce

Jedná se o komunikaci, při níž je oslovován více než jeden ego-stav. Verbální transakce může být vedena k jiné osobnostní rovině, než transakce neverbální, čímž se komunikace stává nejasnější. Tento druh transakcí se často objevuje u manipulativního jednání. Manipulace se dá nahlížet jako situace, kdy jeden člověk předstírá, že komunikuje věcně, že sděluje informace (Dospělý-Dospělý), ale ve skutečnosti útočí na emoce druhého, a tak s ním manipuluje například pomocí pocitu méněcennosti (Rodič-Dítě).

## Jak využíváme čas
Transakční analýza rozeznává několik způsobů, jak lidé využívají a strukturalizují svůj čas. K tomuto členění nás vede Hlad po struktuře. Podle Harrise lidem více vyhovuje mít přesně naplánovanou činnost (a to i od někoho jiného), aby se tak zbavili pocitu nejistoty z budoucnosti a došli uznání, vyplývajícího z dobře využitého času. Lidé se tak mohou zabývat, Úniky, Obřady, Činnostmi a Zábavami, které nepředstavují problém, pokud neobsahují skryté manipulativní úmysly a nejsou většinovou náplní času. Dále TA popisuje Hry, jež se snaží omezit, pro jejich rigidní (strnulé, neměnné) a manipulativní prvky. Nejzdravějším využitím času jsou pak Důvěrné vztahy, ke kterým TA pomáhá dospět.

### Úniky
Jde o stavy, kdy se v myšlenkách přeneseme mimo současnou realitu. Únikem mohou být vzpomínky a fantazie, kdy se v duchu přeneseme do minulosti a nebo mimo rámec reality. Neobsahují transakce s další osobou, ale nepředstavují problém, pokud se často neopakují a nebo silně nezasahují do běžné činnosti. Příkladem může být školní třída při hezkém letním dni, kdy je mnoho z žáků duchem nepřítomno. V některých případech, mohou být úniky důvodem k nadměrnému vyhýbání se společnosti a zůstávání stranou mimo rámec důvěrných vztahů.

### Obřady (rituály)
Jde o předvídatelné a určitými pravidly řídící se společenské aktivity, které svými omezeními, neposkytují mnoho prostoru k naplnění. Avšak s účastí obou stran lze zachovat prvek spontánnosti. Mají za účel provést lidi společným časem tak, aby se sblížili, avšak bez vzájemných závazků a pocitu nejistoty co přijde v následujících okamžicích, co si můžeme dovolit co očekávat. Obřady tak lze rozpoznat podle formalizovaných transakcí, jejichž projev je příliš strojový a automatizovaný.

### Činnosti
Činností je běžná užitečná strukturalizace času, která sama o sobě může přinést uspokojení určitého typu, a to sice uspokojení z dobře odvedené práce. Řeší se při nich problémy, rozvíjejí dovednosti a spolupráce s ostatními, může se stát zdrojem profesního sebenaplnění. Sama však neposkytne uspokojení potřeby intimního, upřímného a otevřeného vztahu. Za určitých okolností může být druhem úniku (workoholismus). Činností v jazyce Transakční analýzy je například zaměstnání či studium.

### Zábavy
Jsou sociální činnosti, při níž si lidé vyměňují informace přirozeným a nikoho neohrožujícím způsobem. Často se při nich projevuje přirozené Dítě, dodávají člověku uvolnění, pohodu a regeneraci jeho bytostných sil. Zábava může být provozována jen pro ni samotnou a často z ní vznikají přátelství, protože je dobrou příležitostí pro rozvinutí bližšího vztahu. Příkladem zábavy jsou přátelské hovory o filmech, sportu a veškeré podobné transakce.

### Hry
Hry v Transakční analýze znázorňují typické scénáře chování, které mají vést k zisku, tedy například k pohlazení a dalším vnějším či vnitřním psychologickým ziskům. Tím může být také potvrzení nejsem OK postoje. Hry postrádají prvek spontánnosti a důvěrného vztahu k druhé osobě, jejich charakter je naopak destruktivní. Vyznačují se předem danou manipulativní strukturou, která nemusí být dobře patrná. Hry se ve většině případů dědí a jsou určující, pro výběr sociálního prostředí. Společnost, která nedá hráčům prostor je pro ně nepřijatelná, protože jim neposkytuje vytoužený zisk. Hry které člověk hraje, jsou ovlivněny životním scénářem jedince.
Eric Berne ve své knize Jak si lidé hrají popisuje více než 30 těchto her rozdělených dle nebezpečnosti a kontextu použití. Společně s tím píše také o takzvané antitezi, tedy postupu jak hráče donutit vystoupit ze své zažité sociální role. Dále Berne uvádí rozbor zisku, který ze hry plyne. Zde jsou některé z těchto her:
- Alkoholik – osoba v této hře využívá alkohol k tomu, aby nemusela přijímat odpovědnost za své činy. Netolerantní chování připisuje na vrub alkoholu, popřípadě tvrdí, že si nic nepamatuje. Další rovina této hry je zkus jestli mě napravíš, kdy hráč využívá pomoci druhých, při předstíraných pokusech o vypořádání se s problémem pití.

- Dlužník – v této hře se stává dluh prostředníkem, pro možnost pomlouvání a hanění věřitele. Ten je pro okolí popisován jako hamounský člověk, neznalý morálky, kterému jde jen o zisk a podobně. Dále tato hra poskytuje zisk ve smyslu žití v podobě radosti z nové věci. Vytvoření závazku k věřiteli dává dále hráči možnost zdržovat splátky, polemizovat a vytvářet napětí ve kterém je vždy on ten ublížený.

- Kopejte do mě – hráč se při této hře chová naivně a s přehnanou důvěřivostí. Dává svému okolí najevo, že je zranitelný, až bezmocný což paradoxně vyvolává zvýšeně necitlivé a neohleduplné chování okolí. Hráči v tomto případě jde o zisk v podobě lítosti ostatních nad nepřízní osudu (že já mám pořád takovou smůlu).

- Vidíš k čemu jste mě dohnali – v tomto případě se hráč zbavuje odpovědnosti za své neúspěchy tím, že zneužívá rady a doporučení svého okolí. Hráč si nejprve požádá o radu a v případě neúspěchu, druhému vyčítá, že tak učinil (kdybys mi tak blbě neporadil..). Antitezí je předání odpovědnosti zpět hráči a zvýšená opatrnost v udělování rad.

- Soud – zde se dvě vzájemně obviňující se strany domáhají rozsudku od třetí osoby, což jim má dodat sebejistotu a pocit zadostiučinění. Často je třetí osobou (soudcem) psycholog v partnerské poradně. Ten může využít antiteze v této podobě: Psycholog – „Myslím si, že máte pravdu, za vaše problémy opravdu může ona.“ Hráč – „Vidíte, to já jsem to říkal. Jsem rád, že mě chápete.“ Psycholog – „Je to dobrý pocit, co říkáte?“ Hráč – „Ano, to je.“ Psycholog – „Víte, co si vlastně myslím? Že pravdu nemáte. Myslím si, že tu jste pro ten pocit rozřešení a zadostiučinění. Jste tu proto, abyste si dokázal, že máte pravdu.“

- Vidíš jak se obětuji – hráč zde úmyslně zatajuje vlastní oběť v podobě nemoci, strádání a podobně. Zaměňuje obětování se za lásku k druhému. Okolí něco zpozoruje, až když je pozdě a hráč se například zhroutí. Své obětování je hráč připraven využít pro citové vydírání či výčitky. Například: „Celý život jsem si odtrhával od huby, abyste se měly dobře a tohle je váš vděk?“

- Drahoušek – je manipulativní hra, při které hráč zastírá nemístné poznámky o svém partnerovi, pronesené ve společnosti dovětkem, nemám pravdu drahoušku, viď miláčku a podobně. Antitezí v tomto případě může být například: „Klidně si na mě svým vtipkováním zgustni, jen mi při tom prosím tě neříkej miláčku.“ A nebo poněkud výraznější antiteze: „Můžu ti poděkovat? Díky, že ze mě přede všemi děláš blbce drahoušku.“

- To je hrozné viďte – hráč očekává od svého okolí souhlas a bližší porozumění s obecnou kritikou (dnes se nedá nikomu věřit).

- Kazisvět – v této hře jedinec vymáhá odpuštění, poté co se omluví za evidentně úmyslně způsobenou spoušť. Zneužívá tak dobroty a slušnosti odpuštění při projevené lítosti. Antiteze: „Klidně ničte co se vám zlíbí, jen neříkejte, že vás to mrzí.“

- Ano ale – jedná se o nejstarší hru Transakční analýzy.[5] Jedna strana zde navrhuje řešení nějakého problému a strana druhá, tedy hráč má na vše připravenou odpověď ve smyslu „ano, to by mohlo fungovat, ale...“. Hráč tak jiným způsobem říká, „zkus jestli mi pomůžeš“, či „není rada na které nenajdu chybu“.

- Hra s ohněm (punčochou) – hráč se zde chová ke svému okolí nepřiměřeně vyzývavě až lascivně. Je uváděn příklad s punčochou, kterou si žena upravuje na všem dobře viditelném místě. Pokud se toto svádění setká se stejně vyzývavým chováním druhé osoby, následuje prudký výbuch „vy myslíte jen na to jedno, že je to tak?“

- Zloději a policajti – v této hře je pachatelovým motivem trestné činnosti dokázání si vlastní schopnosti nenechat se chytit. Pachatel chce být součástí zločinu, dodává mu smysl žití, chce být pronásledován a tak je-li pátrání zastaveno, nebo je-li pachatel chycen hra končí.[pozn 1]

- Skleník – tato hra má za cíl ochranu před důvěrnými vztahy. Všechny projevy citů, jsou zde analyzovány a vysvětleny. Poté následuje rozbor reakcí. Jedná se o psychotizování citů, které tak nemohou být otevřeně prožity.

- Myslím to s vámi dobře – tato hra je často praktikována lidmi pomahačských profesí. Ti v tomto případě automaticky očekávají vděčnost za své služby, i když nedosahují kýžené kvality. Neúspěšná léčba je pak sváděna na neposlušného pacienta který „neposlouchá mé příkazy“. Následuje zvýšení úsilí v nesprávné léčbě a protože ani tehdy není pacient vděčný dostavuje se pocit: „nikdo není vděčný za mou poctivou práci“.

- Sociální případ – obavy z nepříjemných opatření, které by ovšem pomohly lidem, kteří to potřebují. Příkladem může být krácení sociálních dávek, pokud si klient nesnaží najít práci. Člověk, který učiní toto opatření může být označen za necitlivého, bez ohledu na prokazatelné výsledky.

- Psychiatrie – tuto hru vystihuje výrok lékaře: „Já léčím, protože tady stojí, že léčím, je to vaše chyba, že se vám nedaří lépe“. Z pohledu pacienta pak: „Pokud se mi daří lépe, je to kvůli vám“. Pacient se tak stává závislým. Antitezí může být výrok: „Já léčím, ale bůh uzdravuje“ či přiznání pacientových zásluh na svém zdravotním stavu.

- Budižkničemu – v této hře dává člověk jasně najevo svému okolí, že za nic nestojí ačkoliv tomu tak není. Je to pobídka ke vtipkování, posměchu a útoku na vlastní osobu (podobně jako u kopejte do mě). Hráč se v tomto případě chce vyhnout sebeaktualizaci a práci na sobě. Čím horší se zdá být, tím lépe setrvává ve své roli. Pravá tvář hráče se projeví v krizových situacích, kdy jeho reakce v žádném případě nelze označit za hloupé.

- Protéza – zde si osoba ke své hře vybere nějakou nemoc, ať už skutečnou či vymyšlenou (např. duševní). Ta mu v životě slouží jako výmluva typu: „Co můžete čekat od člověka, který...“. Podobně se lze ale vymlouvat prakticky na vše: „Kdyby v noci nebyla taková tma, jistě bych do toho nešlápl.“ Ziskem hráče je zbavení se odpovědnosti za své chování, činy a rozhodnutí. Antitezí může být výrok: „Já od vás neočekávám vůbec nic, jde o to co očekáváte sám od sebe.“

- Můj je lepší než tvůj – jedná se o hru, kterou lze dobře pozorovat ve skupině tříletých dětí a ze které se podle Harrise vyvinuly všechny ostatní hry. Svůj základ má v potřebě dětského úniku před nejsem OK postojem, od kterého se dítě na okamžik odpoutá. Prosazením si můj je lepší než tvůj na chvíli získá stejnou převahu jako osoby s OK postojem a tím dojde k úlevě. Přitom je dítě schopno použít nesmyslné výroky typu:„Heč já mám stejný kus jako ty a ty ne.“[6] U dospělých se hra projevuje podobně jen v jiném měřítku. Zatímco dítě se pře o to, že má více hraček, dospělý může hromadit majetek (můj automobil je lepší než tvůj), být přehnaně skromný (jsem skromnější než ty) a nebo nepřiměřeně dbát na útlost své postavy (jsem štíhlejší než ty).

### Důvěrné (intimní) vztahy
Jsou to těžko definovatelné vztahy, přinášející hlubší životní smysl, jež by neměly obsahovat hry. Pokud se nějaké hry vyskytnou, měly by být protějškem pomocí antitezí ukončeny, aby se následně nerozvíjely. Dále se důvěrné vztahy vyznačují oboustranným OK postojem, prvky lásky, radosti z dávání a přítomností emancipovaného Dospělého. Ten dokáže vytvořit příznivé podmínky pro vlastní Dítě i Dítě druhého, kde se mohou bez strachu z Rodičovského trestu projevovat. Tak se dá průchod hravosti a tvořivosti, jež dále vztah prohlubuje. Důvěrné vztahy jsou podle TA vrcholem ve využívání času, jež člověka nejvíce obohacují.